# Paronychodon
Paronychodon var ett släkte av Theropoder. Släktet är ifrågasatt på grund av bristande fynd med god kvalitet.